# Parafia św. Michała Archanioła w Koniecpolu
Parafia Świętego Michała Archanioła – rzymskokatolicka parafia znajdująca się w Koniecpolu. Erygowana w 1866 r. z Parafii św. Trójcy w Koniecpolu. Należy do dekanatu koniecpolskiego i diecezji kieleckiej.